# ČAS (motorfiets)
ČAS is een historisch Tsjecho-Slowaaks merk van autopeds (kleine, gemotoriseerde scootertjes) en motorfietsen.
De bedrijfsnaam was: Česká automobilová společnost, Praha.
Na de Eerste Wereldoorlog begonnen de jonge ingenieurs Edvard Rechziegel en Milos Smejkal in Praag met de productie van scooters.
Rechziegel was gecharmeerd geraakt van de Britse ABC Skootamota, maar het was niet mogelijk deze te importeren. Daarom besloot hij om samen met Smejkal zelf dergelijke scooters te gaan maken. Het prototype was in 1920 al klaar. Net als de Skootamota was de CAS-scooter feitelijk een gemotoriseerde step met de motor boven het achterwiel. Terwijl de Skootamota een 125cc-eencilindermotor had, had de CAS een 180cc-tweecilinderboxermotor van Walter, eveneens gevestigd in Praag. De motor was dwarsgeplaatst en dreef het achterwiel via een ketting aan. De hoog geplaatste motor maakte de machine instabiel en in september 1920 kwam er een tweede prototype waarbij de motor vlak achter het voorwiel lag. De motor was nu langsgeplaatst en de aandrijving verliep via een as. Het zadel was met een buizenstelsel boven het achterwiel geplaatst en had een rugleuning.
In 1922 namen zes CAS-scooters deel aan een race van Praag-Zbraslav naar Jíloviště, onder anderen bestuurd door ingenieur Kumpera, de broers Edvard en George Reichziegel en Edvard's vrouw Maria Utéšilová. De broers reden met een 285cc-boxermotor. De scooter van Maria bleef bewaard en staat in het Nationaal Technisch Museum (Národní technické muzeum) in Praag.
Hiernaast maakte ČAS eencilinder tweetakt motorfietsen van 250- en 350 cc en ook frames voor andere merken. De productie eindigde in 1924.
Men maakte ook enkele zogenaamde cyclecars.